# La història de Souleymane
La història de Souleymane (francès: L'Histoire de Souleymane), és una pel·lícula francesa del 2024 dirigida per Boris Lojkine a partir d'un guió que va escriure amb Delphine Agut. La pel·lícula és protagonitzada per Abou Sangaré com a Souleymane, un immigrant guineà que treballa per a un servei de lliurament de menjar a París. S'ha subtitulat al català.
La pel·lícula es va estrenar a la secció Un certain regard del Festival de Cinema de Canes de 2024, on va guanyar el Premi del Jurat i el Premi d'Interpretació. Va estar nominada a vuit categories dels 50ns premis César, inclosa la de millor pel·lícula, i va guanyar quatre premis: millor actriu secundària (per a Nina Meurisse), millor revelació masculina (per a Sangaré), millor guió original i millor muntatge.